# Tour della nazionale maschile di rugby a 15 della Nuova Zelanda 1907
Dopo il warm-up contro Wellington province, gli ”All Blacks” visitano i “cugini australiani”.
È un tour positivo con una sola sconfitta contro il Nuovo Galles del Sud e un pareggio con la nazionale australiana.

## Risultati
| Wellington (Nuova Zelanda) 6 luglio 1907 | Nuova Zelanda XV | 19 – 6 | Wellington Province | (Athletic Park) |

| Sydney 13 luglio 1907 | New South Wales | 3 – 11 | Nuova Zelanda XV | (Cricket Ground) |

| Sydney 17 luglio 1907 | New South Wales | 14 – 0 | Nuova Zelanda XV | (Cricket Ground) |

| Sydney 20 luglio 1907 | Australia | 6 – 26 | Nuova Zelanda | (Cricket ground) |

| Brisbane 24 luglio 1907 | Queensland | 3 – 23 | Nuova Zelanda XV | Woolloongabba Ground |

| Brisbane 27 luglio 1907 | Queensland | 11 – 17 | Nuova Zelanda XV | Woolloongabba Ground |

| Brisbane 3 agosto 1907 | Australia | 5 – 14 | Nuova Zelanda | (Woolomba) |

| Sydney 10 agosto 1907 | Australia | 5 – 5 | Nuova Zelanda | (Cricket ground) |